# Norðausturvegur
La Norðausturvegur (85) è una strada dell'Islanda che, partendo dalla Hringvegur, corre lungo tutta la costa dei fiordi del nord-est. Nella parte settentrionale permette di raggiungere il parco naturale di Ásbyrgi.
Si interseca con la strada 862 (Dettifossvegur), con la strada 864 (Hólsfjallavegur) e con la strada 87 (Kísilvegur)

## Galleria d'immagini

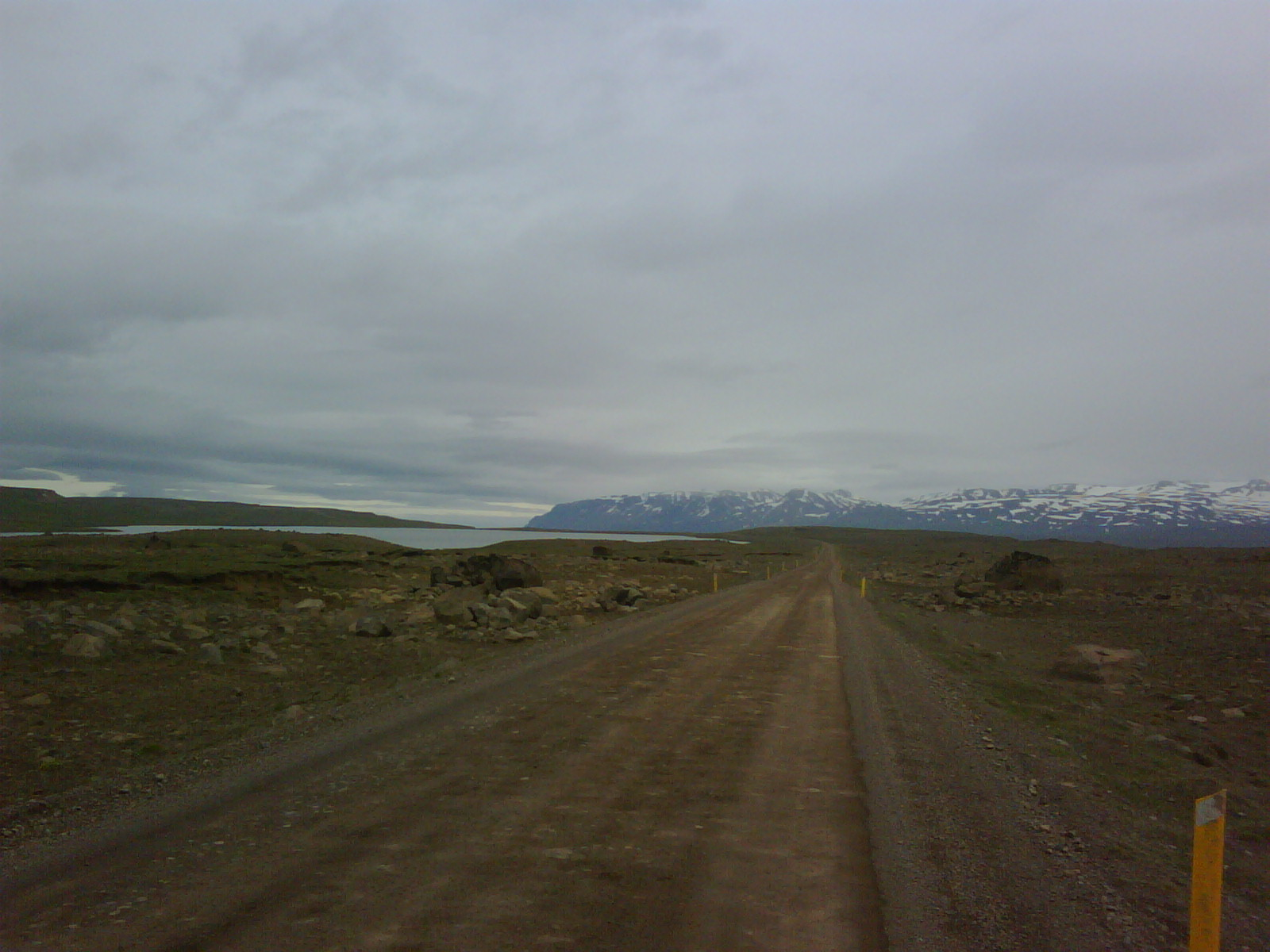
Strada numero 85
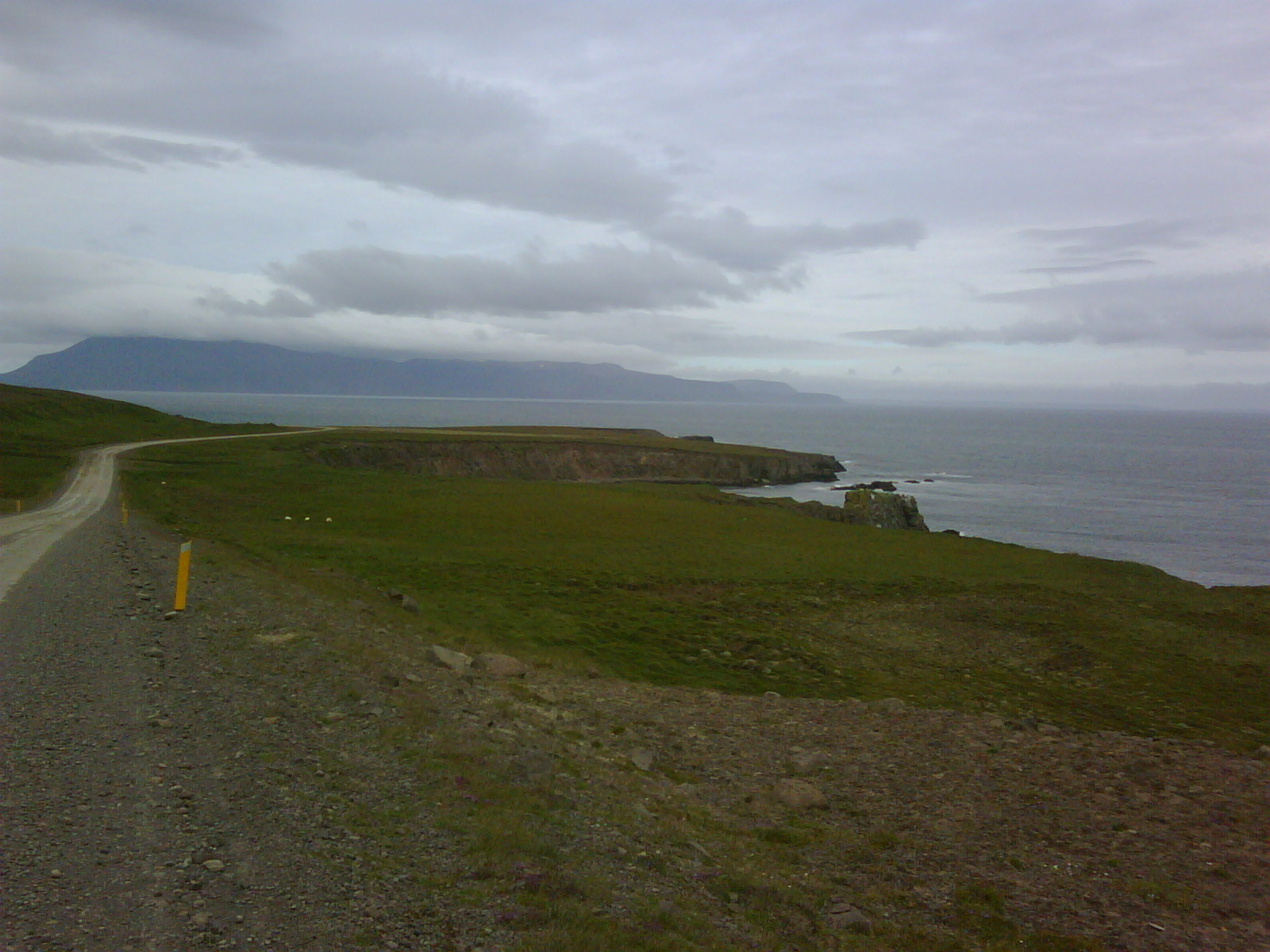
Strada numero 85
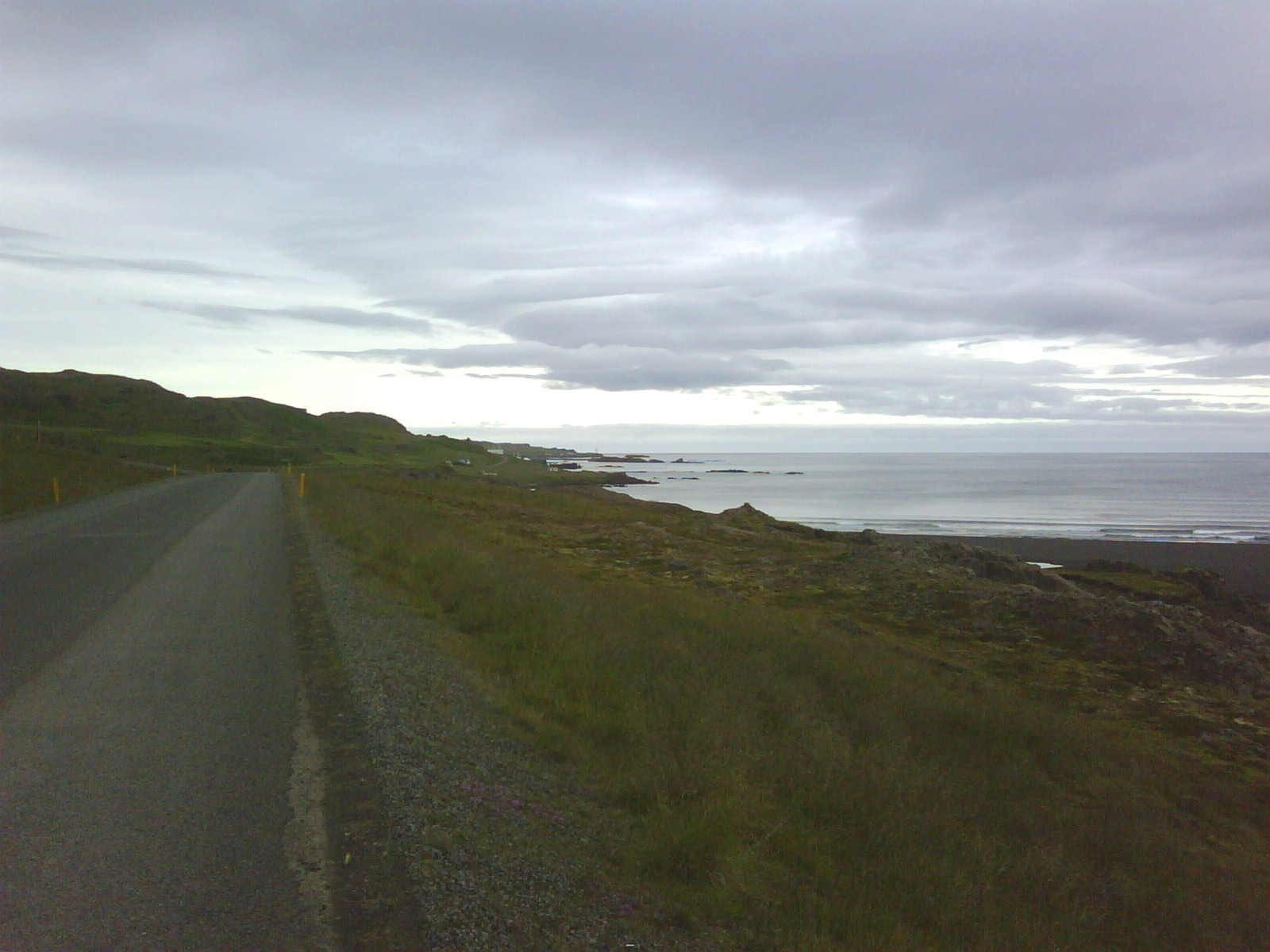
Strada numero 85
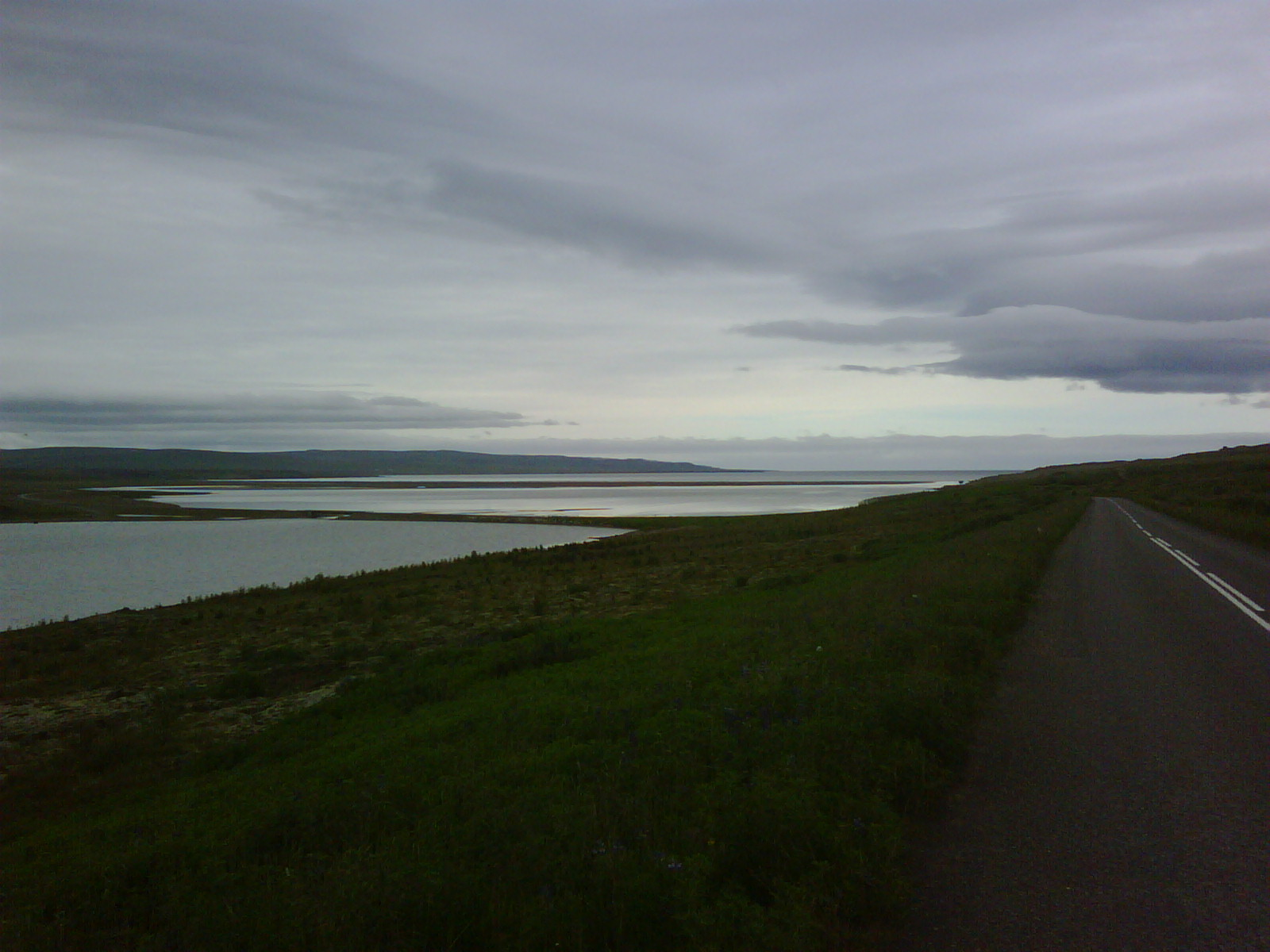
Strada numero 85
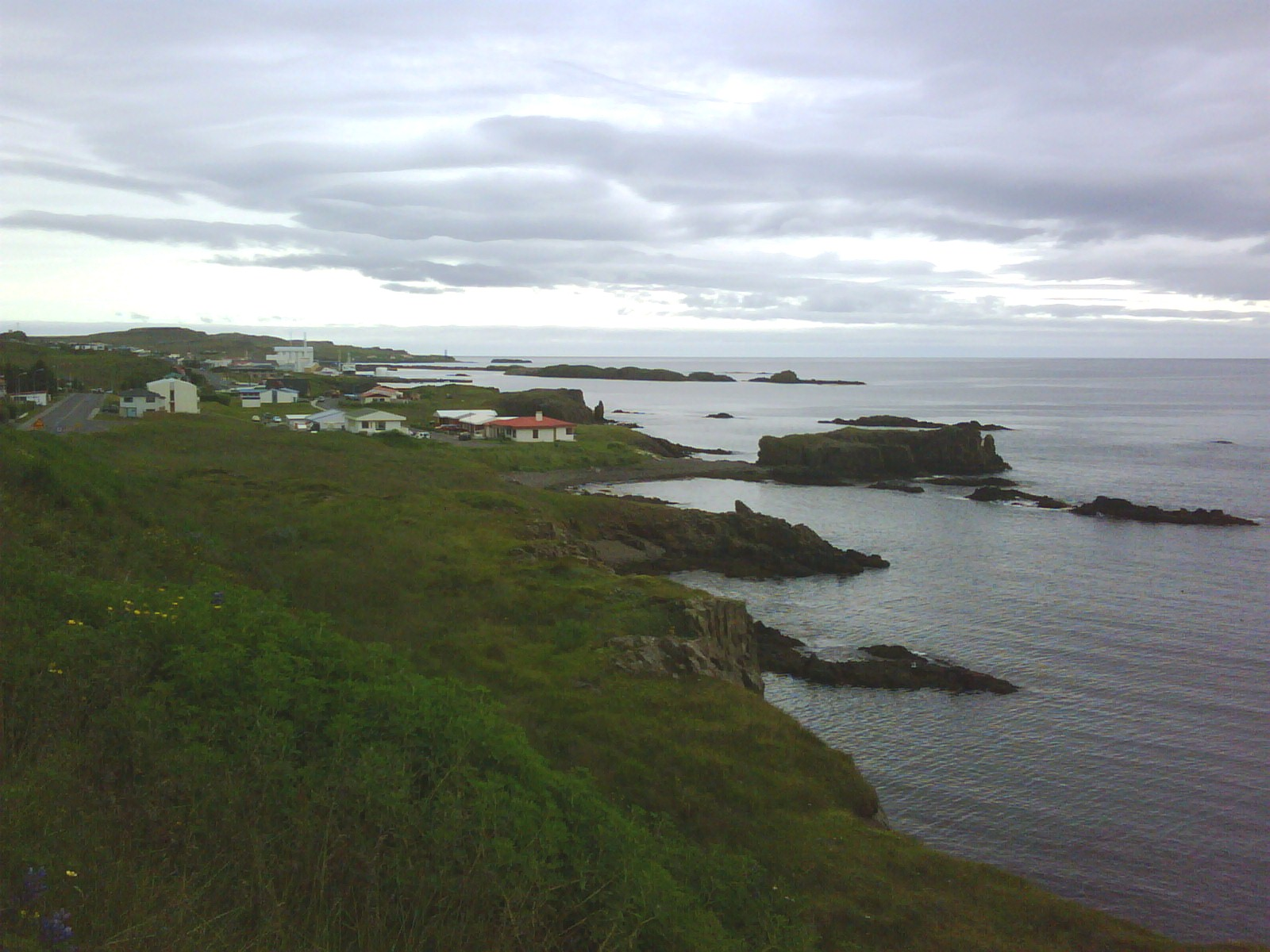
Vopnafjörður
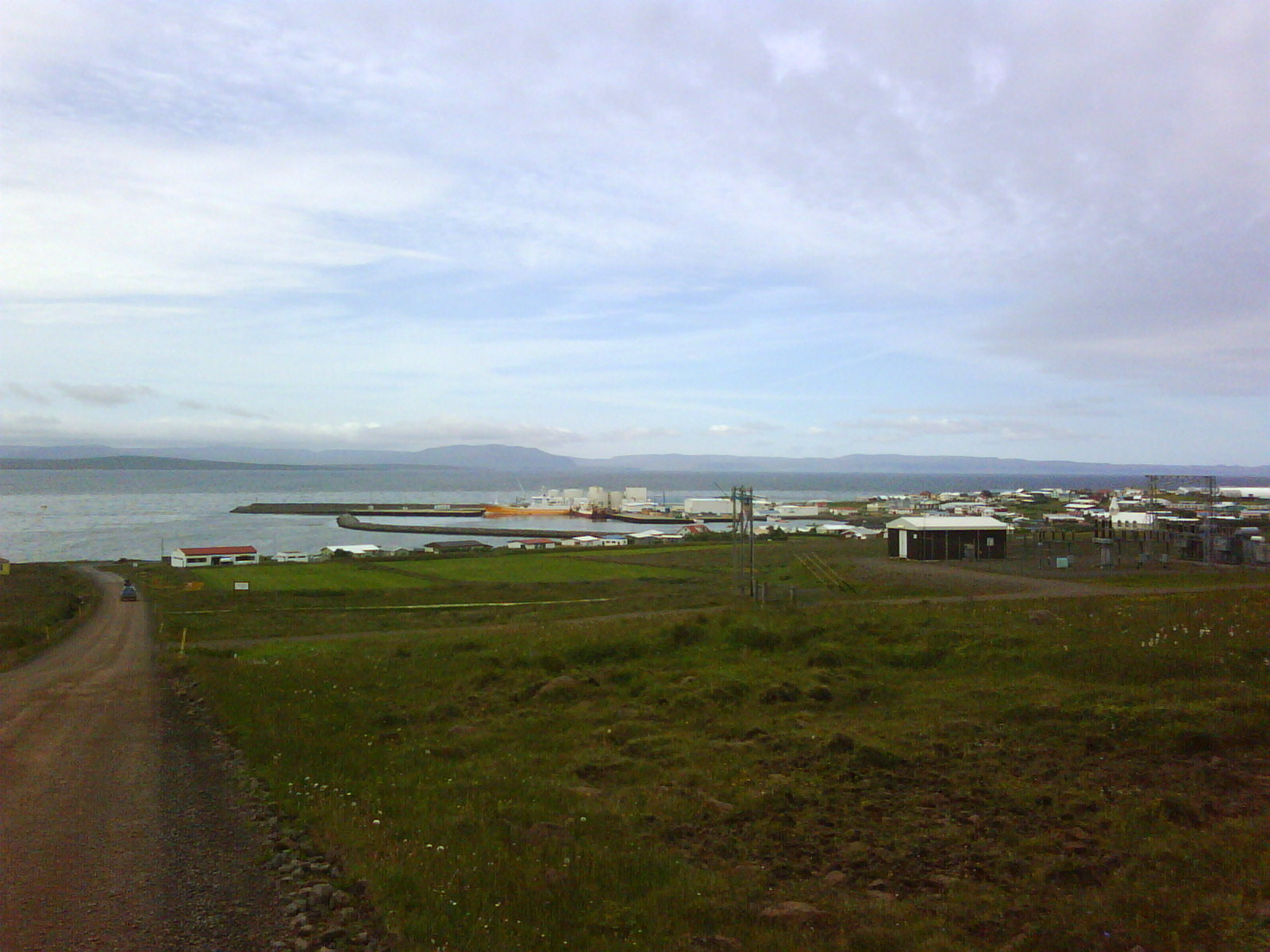
Þórshöfn
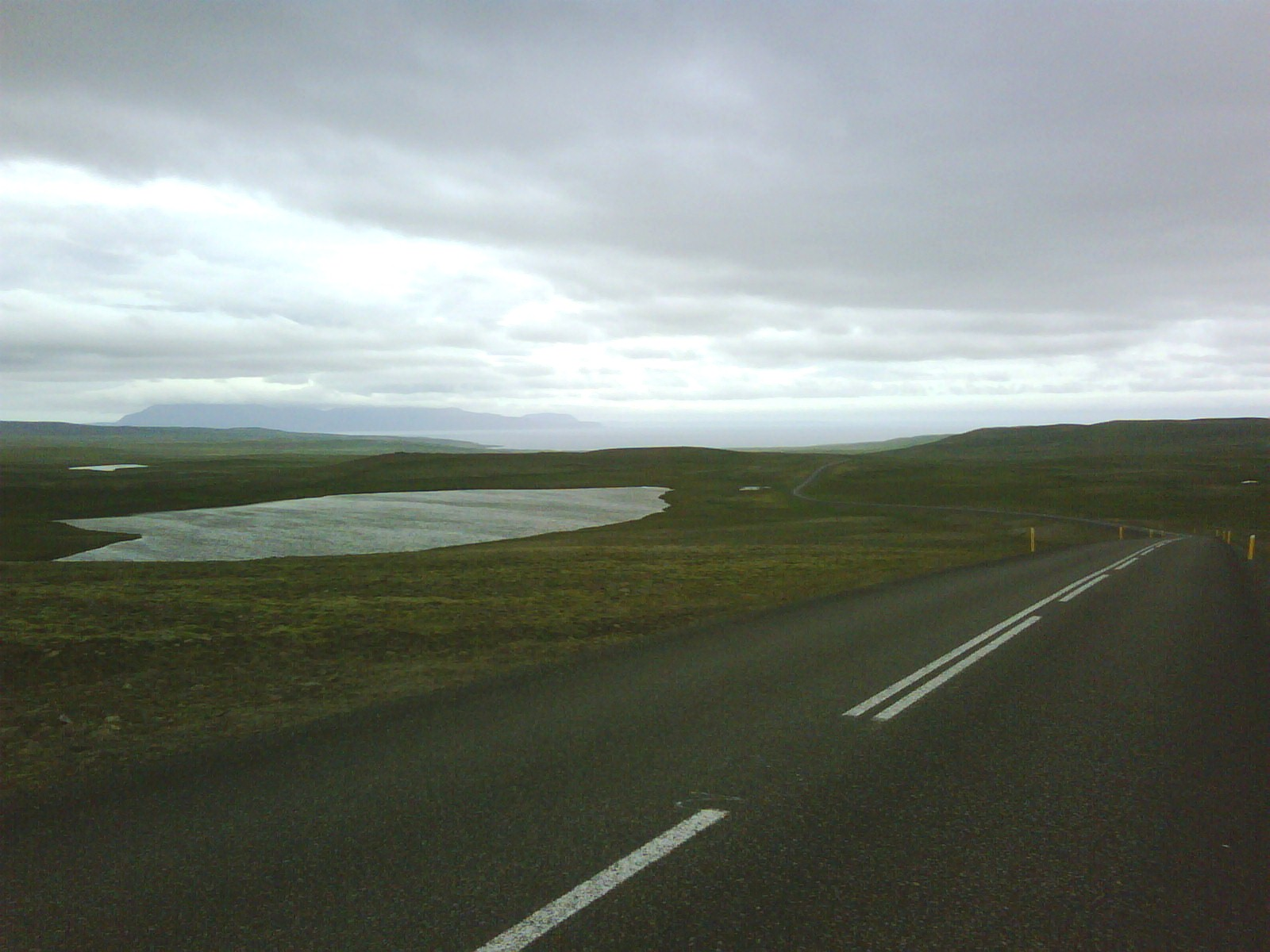
Hundsvatn
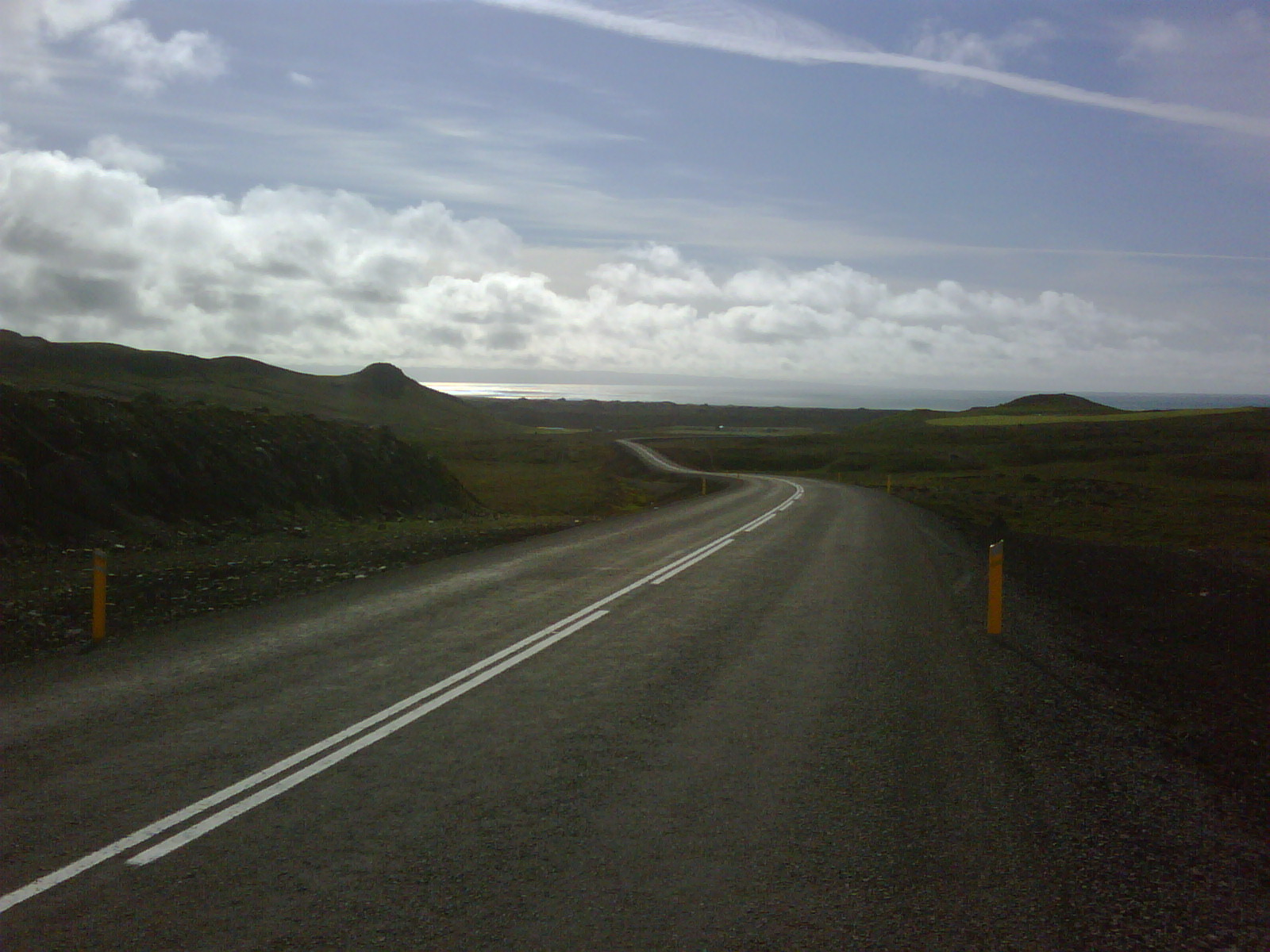
Strada numero 85